# منطقة دارين

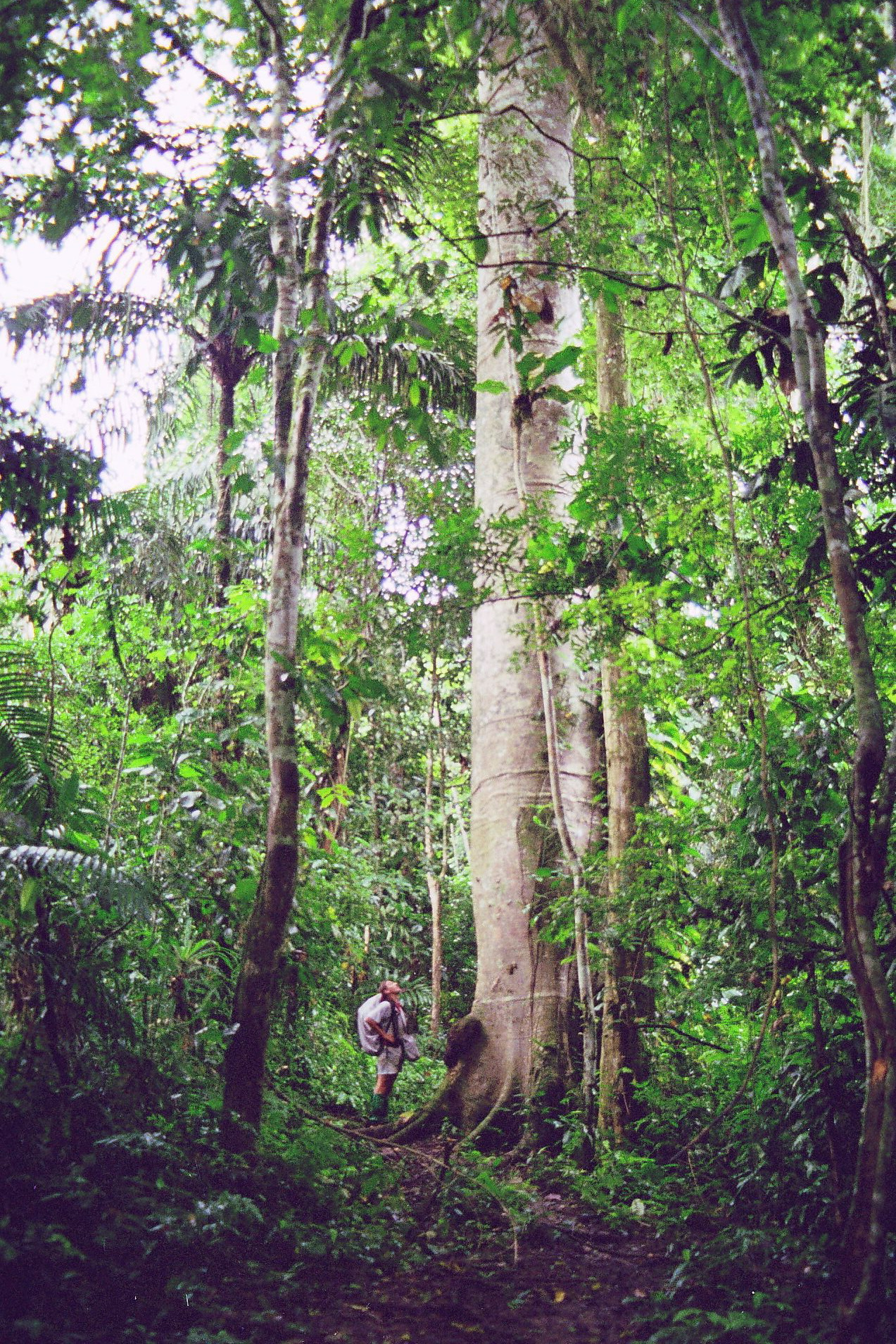
منطقة دارين

تشمل منطقة دارين التاريخية، والمعروفة أيضًا باسم دارين جاب، ودارين جانغل مقاطعة دارين البنمية، وكوماركاس الأصلية في غونا يالا، وإمبيرا وونان، وغونا دي مادونغاندي وغونا دي وارغاندي ومقاطعات شيمان وتشيبو في مقاطعة بنما، في جمهورية بنما، وشمال مقاطعة تشوكو (بلديات منطقة دارين الفرعية) في كولومبيا. وهي تشمل ما كان يُعرف سابقًا باسم إقليم دارين في جمهورية غرناطة الجديدة السابقة.
منطقة دارين عبارة عن منطقة غابة ومستنقعات تقع على الحدود بين أمريكا الوسطى (بنما) وأمريكا الجنوبية (كولومبيا)، والتي كانت بمثابة حاجز طبيعي أمام الاتصال البري بين كلتا القارات الفرعية. نظرًا لعدم وجود طرق نقل بري حاليًا تعبر المنطقة (ويرجع ذلك أساسًا إلى أنها الجزء الذي يتم فيه مقاطعة الطريق السريع للبلدان الأمريكية، الذي يربط معظم دول القارة الأمريكية)، فقد تم تسميتها بـدارين جاب. ربما كانت ناشيونال جيوغرافيك خلال بعثاتها بين الخمسينيات والسبعينيات من القرن الماضي هي التي جعلت اسم «دارين جاب» مشهورًا. [بحاجة لمصدر] نظرًا لهذه الظروف، كانت المنطقة تاريخيًا نقطة ساخنة للبلدان التي تسعى إلى توسيع أسواقها من خلال النقل البري.
على الجانب الكولومبي، ينتهي الطريق السريع بان اميريكان على بعد 43.5 كم غرب شيغورودو في موقع لوماس ايسلاداس (المنزل 40) الواقع عند 7°38′N 76°57′W / 7.633°N 76.950°W. على الجانب البنمي، ينتهي الطريق السريع في مدينة يافيزا عند 8°9′N 77°41′W / 8.150°N 77.683°W. سيكون الطريق السريع المستعرض للأمريكتين طريقًا سريعًا ستبنيه الحكومة الكولومبية ويصل إلى بالو دي ليتراس في مقاطعة تشوكو، والتي تنوي إقامة اتصال بري مع بنما. من ناحية أخرى، لم تطلق حكومة بنما بعد استمرار الطريق السريع الذي يعبر المنطقة.

## روابط خارجية
- أول مؤتمر عموم أمريكا للطرق السريعة.
- أخبار إقليم Chocoano نسخة أرشيفية في أرشيف الإنترنت
- التنوع البيولوجي مهدد في دارين
- عبور من كولومبيا إلى بنما.